# Durlacher Tor

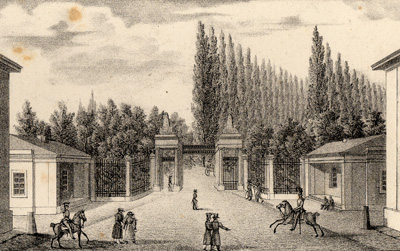
Das Durlacher Tor um 1870

Das Durlacher Tor ist ein Platz und Verkehrsknotenpunkt in Karlsruhe. Er liegt am östlichen Ende der Hauptgeschäftsstraße Kaiserstraße zwischen den Stadtteilen Innenstadt-Ost und Oststadt und ist benannt nach dem dort ehemals stehenden Stadttor. Nordwestlich des Durlacher Tors liegt der Campus Süd des Karlsruher Instituts für Technologie (KIT).

## Geschichte
Das Durlacher Tor selbst wurde 1772 von Wilhelm Jeremias Müller im ionischen Stil errichtet. Es befand sich am Eingang der heutigen Durlacher Allee, die von der Karlsruher Innenstadt nach Durlach führt. Zur rechten Seite befand sich ein Wachhaus. Das Tor wurde 1875 abgerissen, um Platz für den zunehmenden Verkehr zu schaffen.

## Verkehr
Heute befindet sich am Durlacher Tor ein wichtiger Knotenpunkt im Straßenbahn-, Stadtbahn- und Busnetz. Von der Haltestelle Durlacher Tor können die Karlsruher Stadtteile Rintheim, Waldstadt, Durlach und die Innenstadt direkt per Bahn erreicht werden. Im Rahmen der Kombilösung entstand hier von 2011 bis 2021 die östlichste der sieben unterirdischen Stadtbahn-Haltestellen in Karlsruhe. Im Zuge der Bauarbeiten im September 2011 wurde die Haltestelle für sieben Jahre um etwa 150 Meter westlich in die Kaiserstraße verlegt; seit Januar 2019 befindet sie sich wieder an alter Stelle zwischen Durlacher Allee und Karl-Wilhelm-Straße.
Neben der unterirdischen Bahnhaltestelle am östlichen Ende des Stadtbahntunnels befindet sich in der Mitte des Platzes eine oberirdische Straßenbahnhaltestelle, an der die Bahnen aus der Innenstadt in Richtung Waldstadt und Rintheim zu erreichen sind. Eine weitere oberirdische Stadtbahnhaltestelle in Ost-West-Richtung, die im Zuge der Kombilösung durch die unterirdische Haltestelle ersetzt wurde, wird heute nur noch von einzelnen Stadtbahnen sowie bei Störungen und Umleitungen bedient. 
Über den Platz verteilt liegen mehrere Bushaltestellen. Ein mit Wartehäuschen ausgestatteter Bussteig neben dem Bahnsteig in Richtung Nordosten wird von mehreren Stadt- und Regionalbuslinien angefahren. Busse in Richtung Durlach, die über die Durlacher Allee verkehren, halten an einer Haltestelle nahe der Einmündung der Ostendstraße. Weitere Bushaltestellen befinden sich am Adenauerring, wo Shuttlebusse zum Wildparkstadion und zum KIT-Campus Nord halten. Nördlich der restlichen Haltestellen befindet sich unmittelbar vor der Zufahrt zum KIT-Campus Süd die Bushaltestelle Studentenhaus, die Gebäude des Studierendenwerks sowie die KIT-Bibliothek anbindet.
Neben der Kaiserstraße und der Durlacher Allee enden am Durlacher Tor bzw. dem nördlich daran anschließenden Bernhardusplatz die Kapellenstraße, die eine Verbindung zur Kriegsstraße (Bundesstraße 10) herstellt, die Karl-Wilhelm-Straße in Richtung Rintheim und Waldstadt, der Adenauerring in Richtung KIT-Haupteinfahrt und Wildparkstadion sowie die Gottesauer Straße.